# Warm Springs (Oregon)
Warm Springs és una concentració de població designada pel cens dels Estats Units a l'estat d'Oregon. Segons el cens del 2000 tenia 2.431 habitants.

## Demografia
Segons el cens del 2000, Warm Springs tenia 2.431 habitants, 603 habitatges, i 507 famílies. La densitat de població era de 22,1 habitants per km².
Dels 603 habitatges en un 50,9% hi vivien nens de menys de 18 anys, en un 35,3% hi vivien parelles casades, en un 34,2% dones solteres, i en un 15,9% no eren unitats familiars. En l'11,4% dels habitatges hi vivien persones soles el 2,7% de les quals corresponia a persones de 65 anys o més que vivien soles. El nombre mitjà de persones vivint en cada habitatge era de 4,02 i el nombre mitjà de persones que vivien en cada família era de 4,19.
Per edats la població es repartia de la següent manera: un 41,1% tenia menys de 18 anys, un 10,7% entre 18 i 24, un 28,4% entre 25 i 44, un 15,4% de 45 a 60 i un 4,4% 65 anys o més.
L'edat mediana era de 24 anys. Per cada 100 dones de 18 o més anys hi havia 101,5 homes.
La renda mediana per habitatge era de 29.886 $ i la renda mediana per família de 28.300 $. Els homes tenien una renda mediana de 27.083 $ mentre que les dones 20.897 $. La renda per capita de la població era de 8.583 $. Aproximadament el 28,2% de les famílies i el 32,3% de la població estaven per davall del llindar de pobresa.

## Poblacions més properes
El següent diagrama mostra les poblacions més properes.